# Czerwona Wola (województwo podkarpackie)

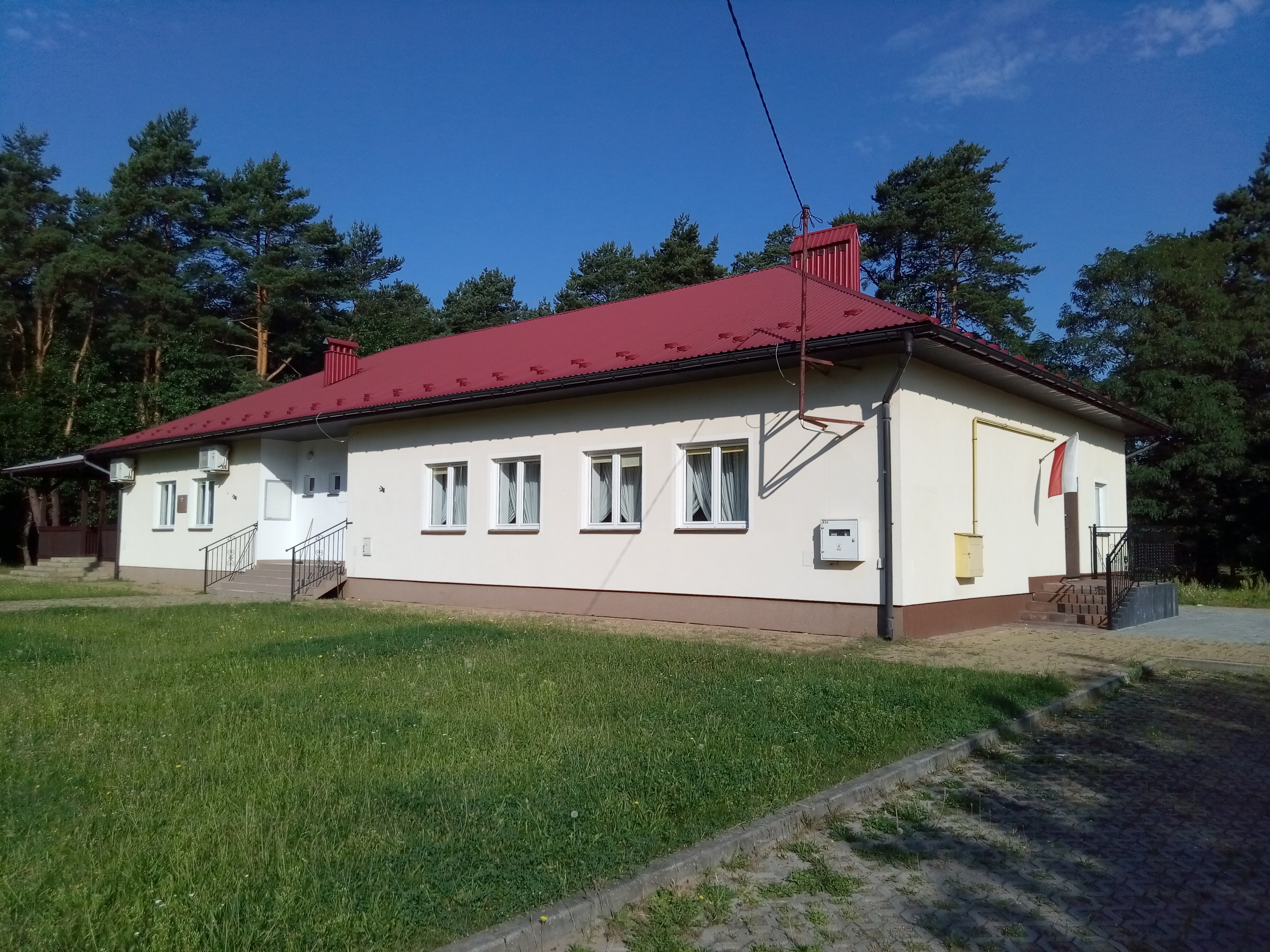
Świetlica wiejska

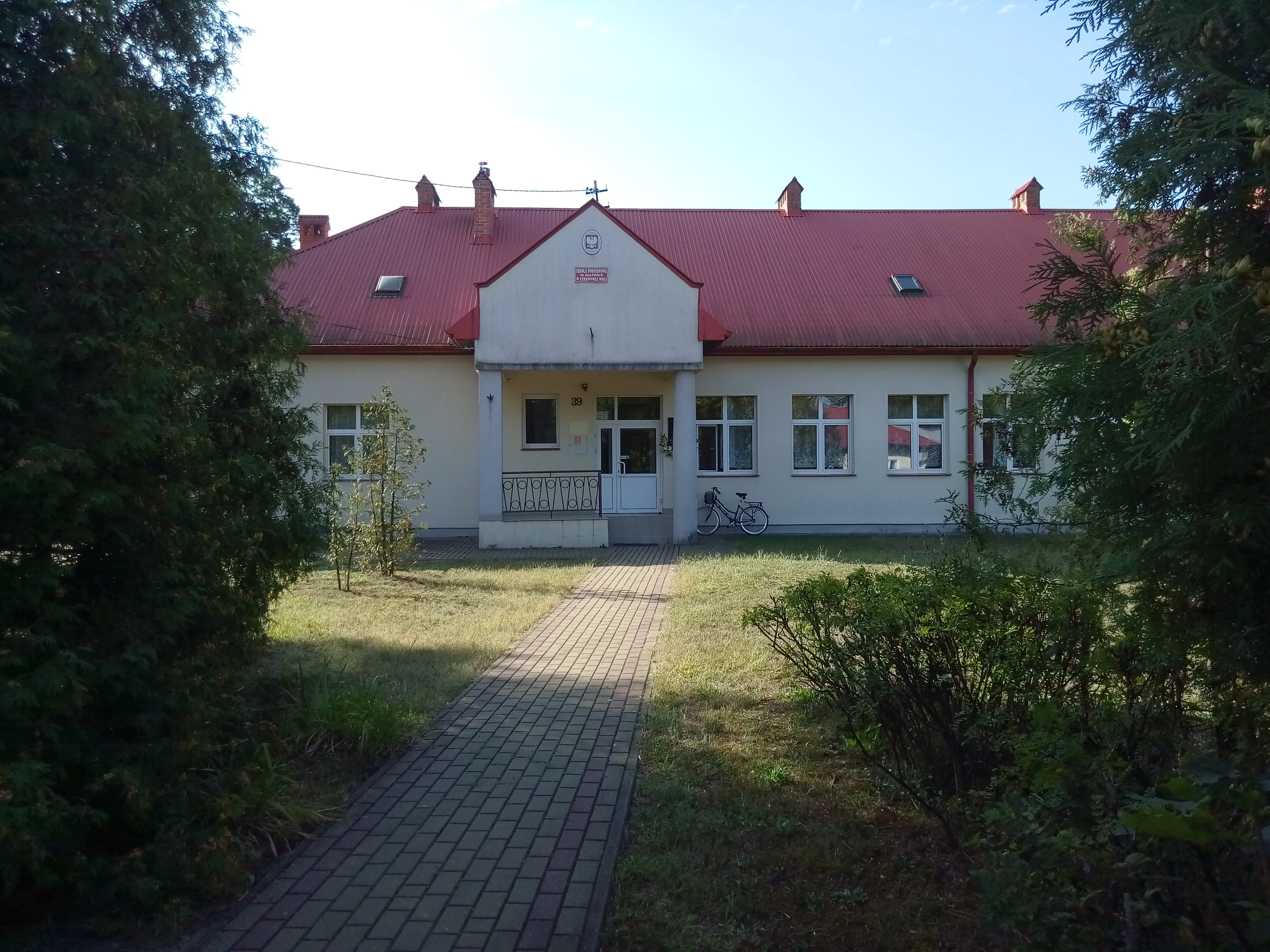
Szkoła podstawowa

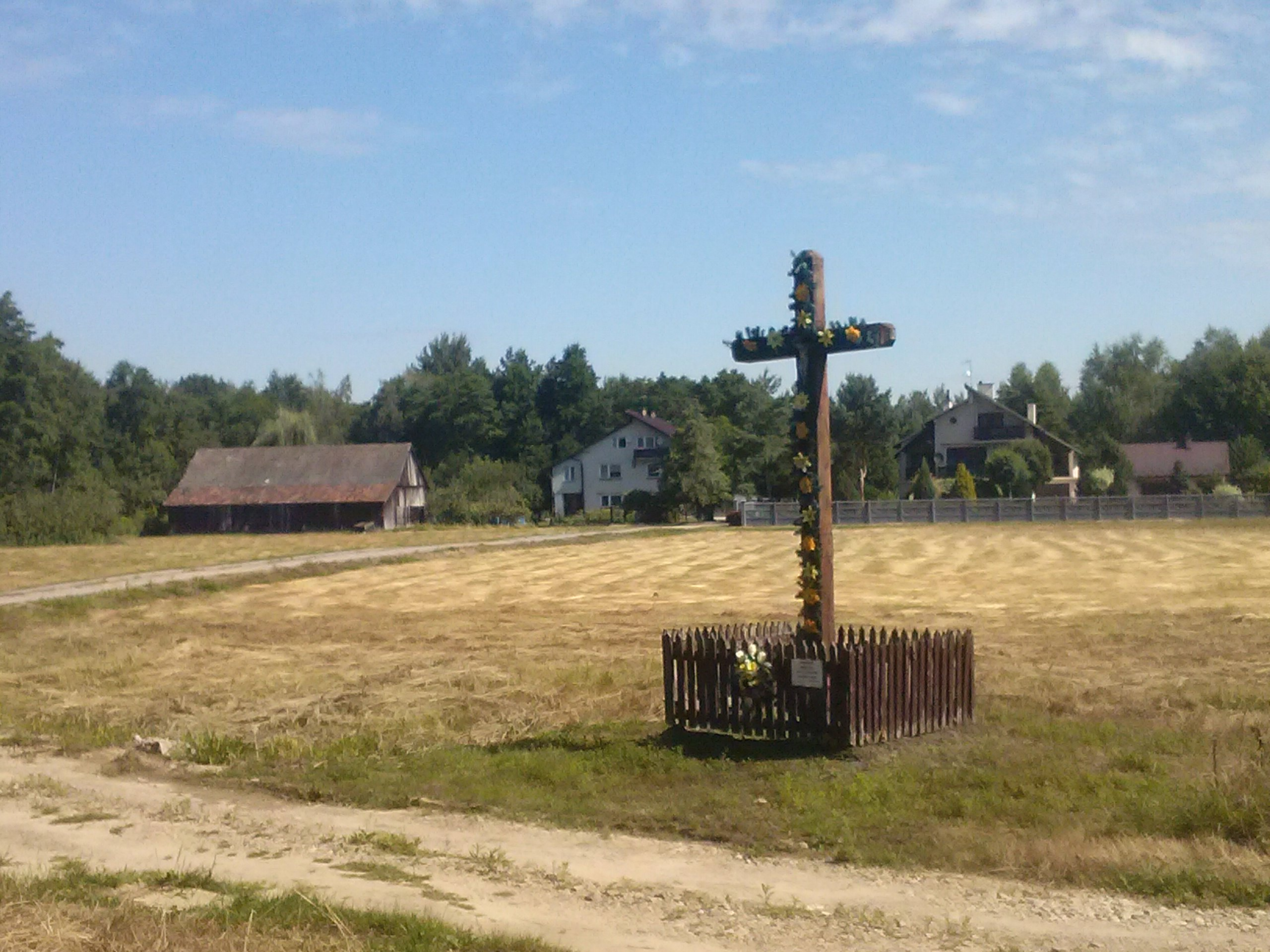
Krzyż przydrożny w przysiółku Słoty, przy DW 870

Czerwona Wola – wieś w Polsce, położona w województwie podkarpackim, w powiecie przeworskim, w gminie Sieniawa.
Położona 8 km na południowy wschód od Sieniawy, powierzchnia 1422 ha. Ze względu na dogodną lokalizację oraz unikatowy mikroklimat (bory sosnowe) intensywnie rozwija się budownictwo letniskowe.

## Integralne części wsi
| SIMC    | Nazwa       | Rodzaj    |
| ------- | ----------- | --------- |
| 0611034 | Byki        | część wsi |
| 0611040 | Drzewieckie | część wsi |
| 0611057 | Krupki      | część wsi |
| 0611061 | Myszkówka   | część wsi |
| 0611070 | Słoty       | część wsi |
| 0611086 | Sochy       | część wsi |
| 0611092 | Szmule      | część wsi |
| 0611100 | Zarada      | część wsi |

## Historia
Miejscowość pierwotnie nazywała się Manastyrska Wola i została założona prawdopodobnie przez napływowych osadników. Później od czerwonych ziem występujących na jej terenie przyjęła nazwę Czerwona Wola.
W latach 1853–1975 wieś administracyjnie należała do powiatu jarosławskiego. W latach 1975–1998 wieś administracyjnie należała do województwa przemyskiego.
Początki wsi należy wiązać z przywilejem Zofii ze Sprowy z 26 marca 1571 dla mieszkańców Jarosławia i okolicznych osadników. Pierwsze wzmianki o wiosce Czerwona Wola znajdujemy w Rejestrze poborowym z 1578 roku (rękopis), gdzie są podane dwie nazwy: Manastirska Wolija i Wolijcza Manastirska. Prawidłową nazwę miejscowości podaje drukowany Rejestr poborowy z 1589 roku i jest to Manastyrszka Wola. Kopia dokumentu z 1639 roku znajdującego się w archiwum parafii w Manasterzu już podaje współczesną nazwę Czerwona Wola.
Prywatna wieś szlachecka, położona w województwie ruskim, w 1739 roku należała do klucza Jarosław Lubomirskich. 
Czerwona Wola była własnością pełkińskiej linii Czartoryskich. Należała do księcia Jerzego Konstantego Czartoryskiego, przedstawiciela młodszej linii rodu (książę i jego żona, Maria, są pochowani w krypcie Książąt Czartoryskich w Sieniawie). We wsi w 1892 roku, ich córka, Wanda Czartoryska założyła ochronkę Służebniczek starowiejskich z kaplicą półpubliczną. Ochronka była siedliskiem oświaty i polskości. W 1910 roku zakończono budowę murowanej Ochronki, z kaplicą i salą szkolną.
W XX wieku z północnej części wyodrębniła się osobna wieś Czerce. W 1921 roku w Czerwonej Woli było 261 domów.

## Oświata
W 1889 roku w przysiółku Czerce należącym do Czerwonej Woli została założona szkoła ludowa.
Mieszkańcy Czerwonej Woli mieli utrudniony dostęp do szkoły w Czercach z powodu rozległych bagien. W 1913 roku władze szkolne zezwoliły na założenie 1-klasowej szkoły. Szkołę umieszczono w budynku ochronki w Czerwonej Woli, która była filią szkoły w Czercach. W latach 1913–1950 nauczycielką szkoły była s. Apolonia Muszyńska. 
W latach 1958–1961 wybudowano obecny budynek szkolny, do którego przeniesiono szkołę z ochronki. W 1999 roku patronem szkoły został św. Jan Paweł II.
W Czerwonej Woli istniała też Szkoła Koszykarska (pod nadzorem wydziału krajowego). Najpierw w 1879 roku powstała w Jarosławiu, a w 1891 roku przeniesiono ją do Czerwonej Woli. W 1909 roku kierownikiem administracyjnym był Józef Dąbrowski, a instruktorem Franciszek Gondek.